# Marcin Horzelski
Marcin Horzelski (ur. 4 marca 1996) – polski hokeista, reprezentant Polski.

## Kariera
- SMS I Sosnowiec (2012-2015)
- SMS II Sosnowiec (2013-2015)
- Zagłębie Sosnowiec U20 (2014-2016)
- Zagłębie Sosnowiec (2015-2016)
- GKS Tychy (2016-2018)
  -  Naprzód Janów (2017-2018)
  -  JKH GKS Jastrzębie (2018)
- Zagłębie Sosnowiec (2018-2020)
- JKH GKS Jastrzębie (2020-2023)
- Podhale Nowy Targ (2023-)

Wychowanek Zagłębia Sosnowiec. Absolwent NLO SMS PZHL Sosnowiec z 2015. Od września 2016 oficjalnie zawodnik GKS Tychy. Na początku listopada 2017 wypożyczony do Naprzodu Janów. Pod koniec stycznia 2018 przeszedł do JKH GKS Jastrzębie. Po sezonie 2017/2018 powrócił do GKS Tychy. We wrześniu 2018 odszedł z Tychów i ponownie został zawodnikiem Zagłębia Sosnowiec. W czerwcu 2020 ponownie trafił do JKH GKS Jastrzębie. W sierpniu 2023 przeszedł do Podhala.
W barwach reprezentacji Polski do lat 18 wystąpił na turnieju mistrzostw świata juniorów do lat 18 w 2014 (Dywizja IB). W barwach reprezentacji Polski do lat 20 wystąpił na turnieju mistrzostw świata juniorów do lat 20 w 2014, 2015, 2016 (Dywizja I).

## Sukcesy
Klubowe
- Złoty medal I ligi polskiej: 2015 z Zagłębiem Sosnowiec
- Złoty medal mistrzostw Polski juniorów: 2016 z Zagłębiem Sosnowiec[11]
- Srebrny medal mistrzostw Polski: 2017 z GKS Tychy
- Superpuchar Polski: 2020, 2021 z JKH GKS Jastrzębie
- Puchar Polski: 2021 z JKH GKS Jastrzębie
- Złoty medal mistrzostw Polski: 2021 z JKH GKS Jastrzębie
- Brązowy medal mistrzostw Polski: 2022 z JKH GKS Jastrzębie

Indywidualne
- Mistrzostwa Świata Juniorów w Hokeju na Lodzie 2016/I Dywizja#Grupa B:
  - Pierwsze miejsce w klasyfikacji kanadyjskiej wśród obrońców turnieju: 5 punktów[12]
  - Piąte miejsce w klasyfikacji asystentów turnieju: 3 asysty[13]
  - Najlepszy obrońca turnieju[14]